# جيب مملوء بالحبوب
جيب مملوء بالحبوب (بالإنجليزية: A Pocket Full of Rye) هي رواية تحقيق من تأليف الكاتبة الإنجليزية أجاثا كريستي وقد نُشِرَت لأول مرة في نوفمبر 1953 وتميزت هذه الرواية بظهور الآنسة ماربل.
قام الاديب الراحل عمر عبد العزيز أمين بترجمة الرواية تحت عنوان «الطيور السوداء» ونشرت من دار ميوزيك للطبع والنشر. وتحمل الرواية الرقم (62) ضمن السلسلة.

## حبكة القصة
بوفاة رجل الأعمال الشهير في لندن، ريكس فورتسكيو، بعد تناوله فنجان الشاي في الصباح، يرأس تحقيق الجريمة المفتش نيل سبيرهيدز من شرطة سكوتلاند يارد. تُظهر نتائج التشريح أن سبب الموت هو التسمم بمادة التاكسين، وهو مركب قلوي مُستخرج من شجرة الطقسوس، الذي وُضِعَ في فطور فورتسكيو، كما يُظهر البحث أيضًا وجود حبوب الشيلم (الجاودار) داخل جيوبه.
المشتبه به الرئيسي في الجريمة هي أديل، زوجة القتيل. ابنهما لانسلوت في طريق العودة من كينيا إلى لندن برفقة زوجته بات، بطلبٍ من والده -مثلما يزعم لانس- الذي كتب برقية يُخبر بها والديه بأنه سيصل في اليوم التالي، وعلى إثرها تتجه عناصر الشرطة لملاقاته في المطار. يصل لانس إلى رصيف يوتري تاركًا زوجته في لندن. تموت أديل بالتسمم من مادة السيانيد الموضوعة داخل كأس الشاي خاصتها ويُعثَر على الخادمة جلاديس مارتن، مُعلقة من عنقها في فناء المنزل ومشبكًا للغسيل على أنفها، بعد ساعات قليلة من ذلك.
يكرّس المفتش نيل كامل وقته للعمل على هذه الجرائم بمساعدة الملازم هاي، عن طريق إجراء التحقيقات في مكتبه وفي منزله. يروي الابن الأكبر بيرسيفال عن والده بأنه غريب الأطوار وأن أفعاله كانت تسيء لتجارتهم. إثر وصول أخبار الجرائم الثلاثة للصحف، ووصول السيدة ماربل إلى رصيف يوتري، تقوم بتوجيه الأنظار إلى جلاديس مارتن التي بدأت خدمة المنازل في منزل ماربل نفسها. تستضيف السيدة رامستبوتم، شقيقة زوجة القتيل، السيدة ماربل. يُقبل المفتش نيل على العمل مع السيدة ماربل ليرَ ما يمكنها أن تقدمه من معلومات. يكتشف نيل أن التاكسين قد حُلّ مع المربى ثم استُبدل المرطبان المعتاد بآخر ليأكل منه ريكس وحده؛ ثم رُمي المرطبان القديم في الحديقة ووقعت يد الشرطة عليه. أثناء مناقشتهم لحيثيات القضية، سألت السيدة ماربل المفتش نيل فيما إذا قام بالبحث عن طيور الشحرور، بسبب اكتشافها ارتباط النمط الذي تبعه القاتل في جريمته مع قصيدة الأطفال «سينغ إيه سونغ أوف سيكسبينز - بالإنجليزية Sing a song of sixpence» وبتحريه عن الأمر، يجد طيور شحرور ميتة على مكتب ريكس في منزله، وقد وُضعت داخل فطيرة، من منجم الشحرور في شرق أفريقيا.
أُسّس منجم الشحرور من قِبَل السيد ماكينزي ظنًا منه باحتوائه على الذهب. قام ريكس فورتسكيو بالبحث عن أرباح له في المنجم وترك ماكينزي هناك ليموت، لتعود له ملكية الأرض التي لم يجد لها أي قيمة في السابق. ألقت السيدة ماكينزي فيما بعد اللوم على ريكس في وفاة زوجها وهدّدت بأنها ستربي أبنائها على فكرة الانتقام لوالدهم. يشتبه كل من المفتش والسيدة ماربل بأن الابنة قد غيّرت اسمها ما أن توفى شقيقها في الحرب. يشتبه المفتش في أن هذه الابنة هي ماري دوف، مدبرة المنزل، ويواجهها بالأمر لكنه يكتشف لاحقًا أن زوجة بيرسي، جينيفر فورتسكيو أخبرت السيدة ماربل أنها ابنة ماكينزي، ويتحقق المفتش من هذه المعلومة ويجدها صحيحة. تُخرج جينيفر طيور الشحرور الميتة أمام ريكس لتذكيره بجريمته القديمة؛ وبذلك، يتضح موضوع الجريمة للسيدة ماربل. قامت دوف بابتزاز جينيفر، لكن لن يقم المفتش بتوجيه التهم لها إذا ما أعادت المال لجينفير.
تتحدث السيدة ماربل مع المفتش نيل عن قاتل ريكس فورتسكيو، وتعتقد بأنه الخادمة جلاديس، التي قامت بوضع السم في المرطبان ظنًا منها أنه ترياق الحقيقة وأيضًا وضع حبوب الشيلم (الجاودار) في جيبه تنفيذًا لتعليمات حبيبها، ألبيرت إيفانز، إذ كان من السهل عليه إقناع جلاديس، ذات الشكل غير الجذاب، دون أن يساورها الشك في دوافعه. تُكمل السيدة ماربل الشرح قائلة بأن ألبيرت إيفانز هو في حقيقة الأمر لانس فورتسكيو الذي يطمع في احتكار ملكية منجم الشحرور بعد أن وُجدت آثار لعنصر اليورانيوم داخله. وقد خطط لقتل والده ليمنع هدر الأموال وليترك زمام الأمور بيده وشقيقه. وأيضًا خطط لقتل زوجة أبيه كونها سترث قسمًا كبيرًا من الميراث، في حال بقيت على قيد الحياة لمدة ثلاثين يومًا بعد وفاة زوجها، كما قام بقتل جلاديس لمنعها من إفشاء الأسرار، تاركًا مشبك الغسيل مُعلقًا مثلما جاء في سطر من الأغنية.
بوصول السيدة ماربل إلى منزلها، تجد رسالة من جلاديس في صندوق البريد خاصتها، شارحًة فيها كل ما يجري من أحداث وتطلب منها المساعدة لحيرتها فيما يتوجب فعله، وتُرفقها بصورة لها مع ألبيرت- لانس فورتسكيو. ستكون قضية المفتش نيل صعبة للغاية.